# Astomaea galiocarpa
Astomaea galiocarpa là một loài thực vật có hoa trong họ Hoa tán. Loài này được (Korovin) Pimenov & Kljuykov mô tả khoa học đầu tiên năm 1983.